# Timex
Timex è un'azienda orologiera statunitense, fondata nel 1854.

## Storia
Nel 1854 a Waterbury, in Connecticut, viene fondata la Waterbury Clock Company, con lo scopo di realizzare orologi da tavolo e meccanismi per orologi a prezzi contenuti e alla portata di tutti.
Ben presto l'azienda, grazie anche ai suoi prezzi competitivi, diventa una delle più sviluppate e apprezzate di tutti gli Stati Uniti, pur dovendo fare i conti con la concorrenza formata da Hamilton, Waltham, Gruen, Elgin, Bulova, Wittnauer ed altri.
Durante la seconda guerra mondiale l'azienda cambia nome, che diventa US Time Corporation, e fornisce diversi segnatempo per l'esercito statunitense.
Nel 1950 viene scelto il nome Timex.
Negli anni Cinquanta viene presentata al pubblico la collezione Marlin, un segnatempo elegante e resistente all'acqua. L'azienda utilizza la pubblicità per fare breccia nei consumatori: in questo periodo, infatti, proprio un Timex Marlin viene legato sott'acqua ad una chela di un'aragosta, al fine di dimostrarne la resistenza all'acqua e agli urti. Un altro test a cui altri Timex del periodo sono stati sottoposti è stato eseguito al polso di un pugile per diverse ore, mentre quest'ultimo colpiva ripetutamente un sacco da boxe. In un altro caso è stato attaccato un orologio ad una mazza da baseball di Mickey Mantle durante un allenamento. Questi sono solamente alcuni esempi dei "Torture test" (testi di tortura) a cui l'azienda ha sottoposto i suoi segnatempo per tutto il decennio e anche per parte di quello successivo.
Un'altra strategia adottata è stata quella di consentire la vendita di questi orologi non solo nelle gioiellerie, ma anche presso farmacie, tabaccherie e altri esercenti di questo genere.

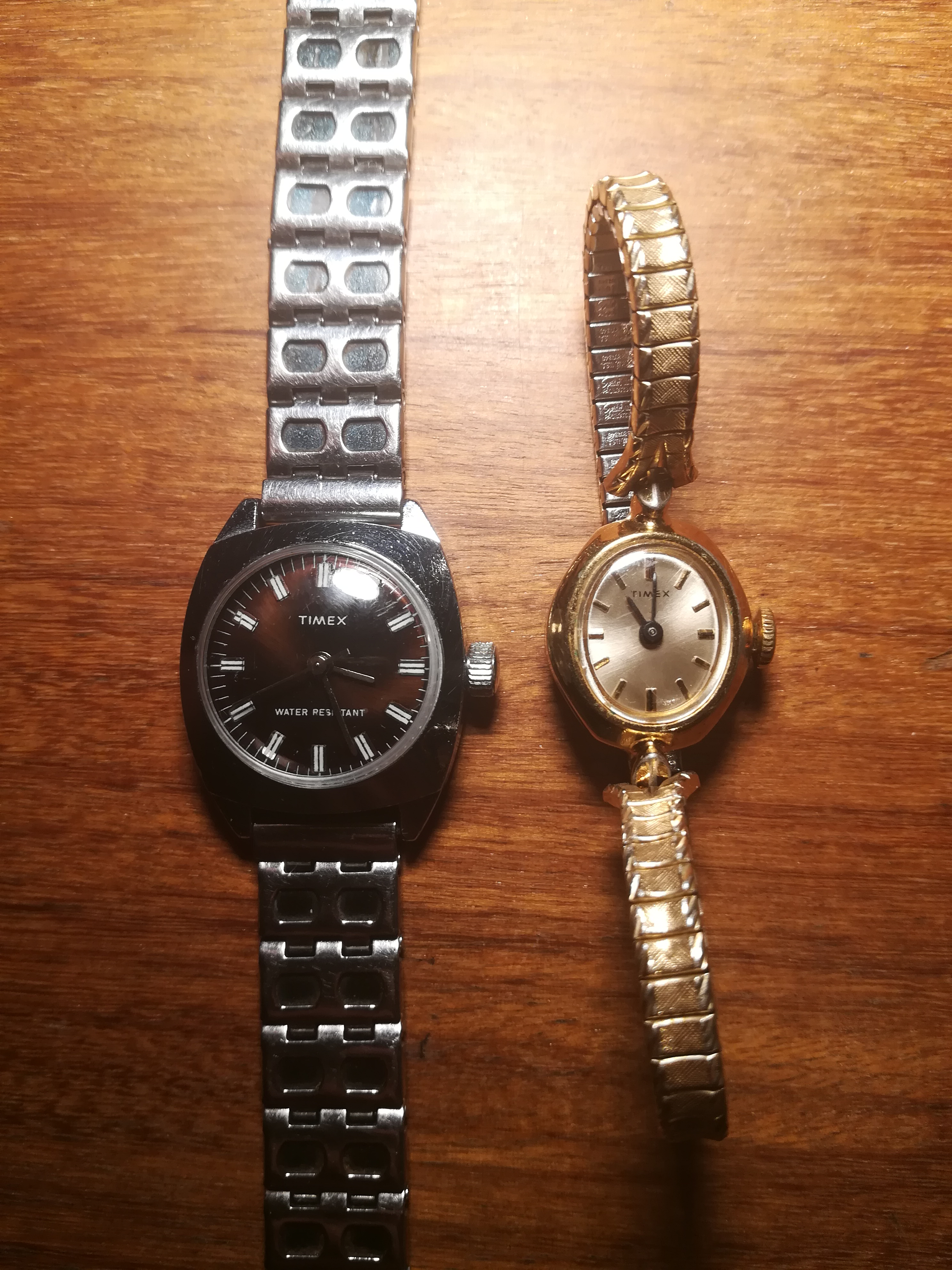
Due Timex da donna a carica manuale, entrambi anni Settanta

Anche grazie a queste trovate, Timex conquista il mercato statunitense, tanto che negli anni Sessanta un orologio su tre venduto negli USA è un Timex, che diventa quindi uno dei marchi simboli del consumismo di un Paese in enorme sviluppo. In questo periodo nasce anche la collezione Viscount, che presenta alcuni orologi anche con cassa a cuscino e dal piglio più sportivo rispetto ai Marlin.
Negli anni Settanta Timex ha adottato la tecnologia al quarzo lanciando la collezione Q. Nel 1977 viene presentato l'Easy Reader, che fa del minimalismo e della leggibilità i suoi punti di forza, in un periodo in cui le case orologiere erano concentrate nella sperimentazione del design.
Nei primi anni '80 il gruppo entrò brevemente nel settore degli home computer fondando la sussidiaria Timex Computer Corporation e creando la joint venture Timex Sinclair.
Nel 1984 viene proposto l'Ironman, con schermo LCD e numerose funzioni.
Nel 1990 viene brevettata la tecnologia Indiglo: si tratta di un pannello elettroluminescente che viene attivato premendo la corona di carica o un altro tasto apposito e consente di illuminare completamente il quadrante, al fine di consentirne una facile consultazione anche in condizioni di buio totale.

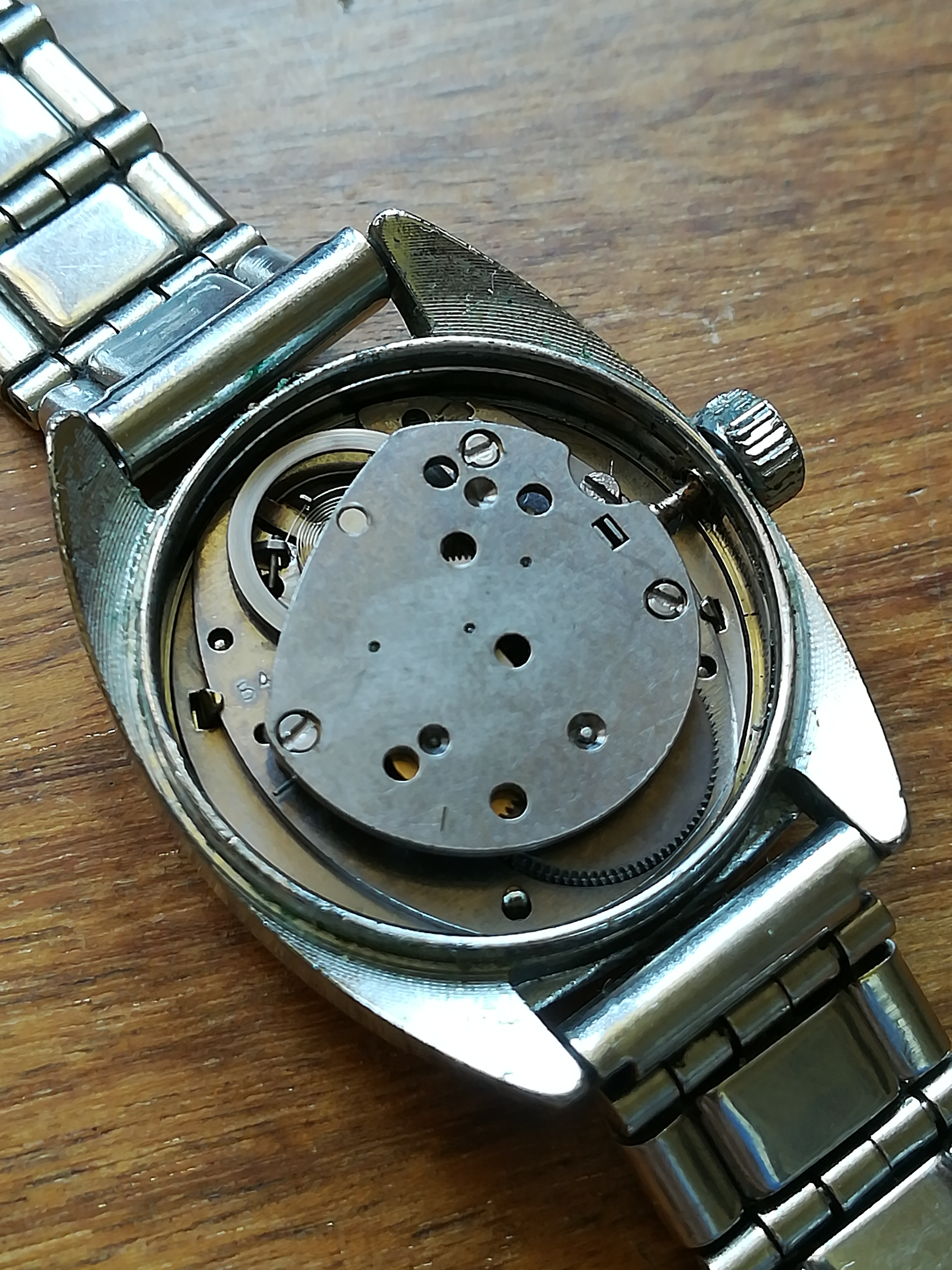
Movimento meccanico Timex, anni Settanta

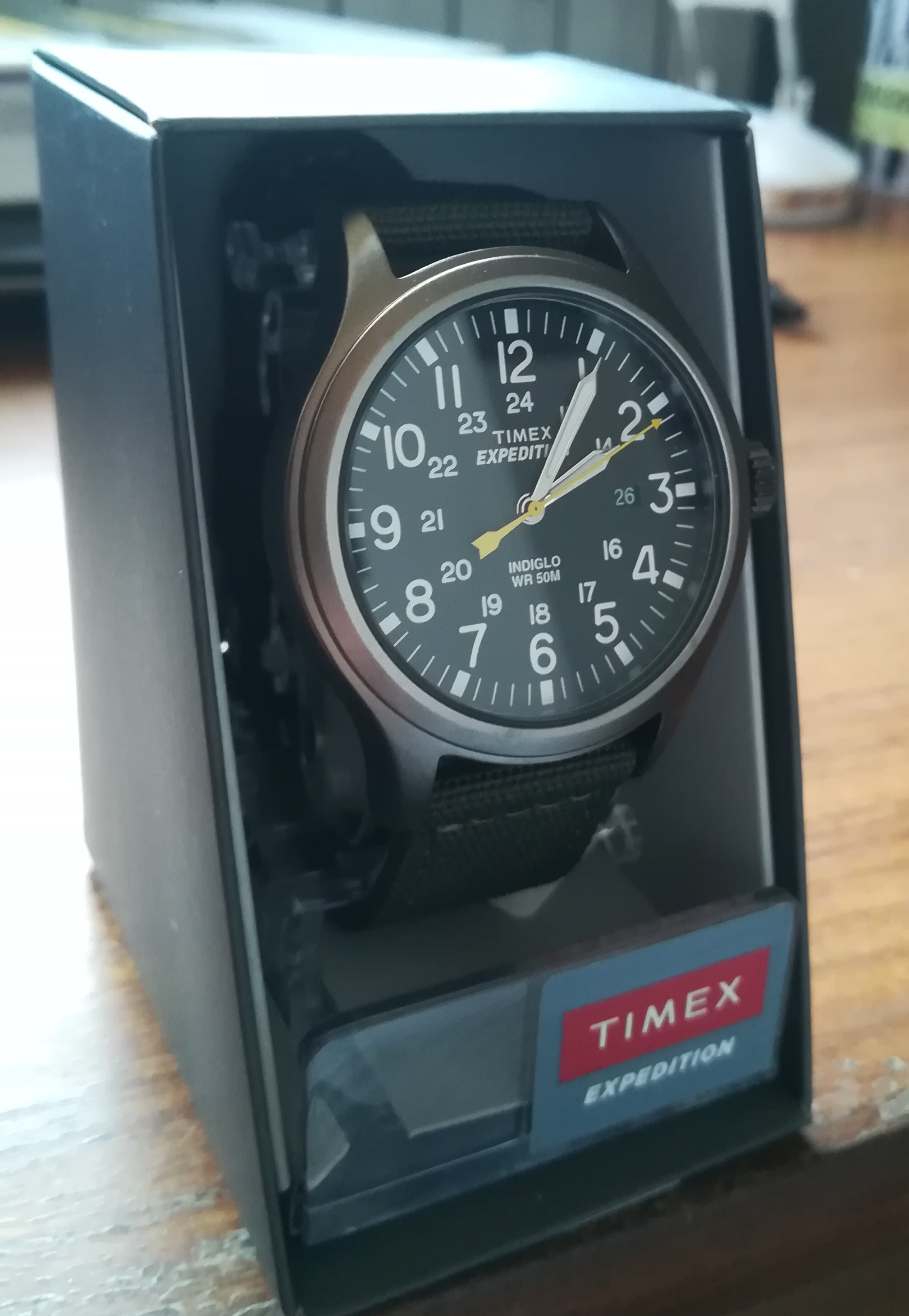
Timex Expedition Scout, metà anni 2010

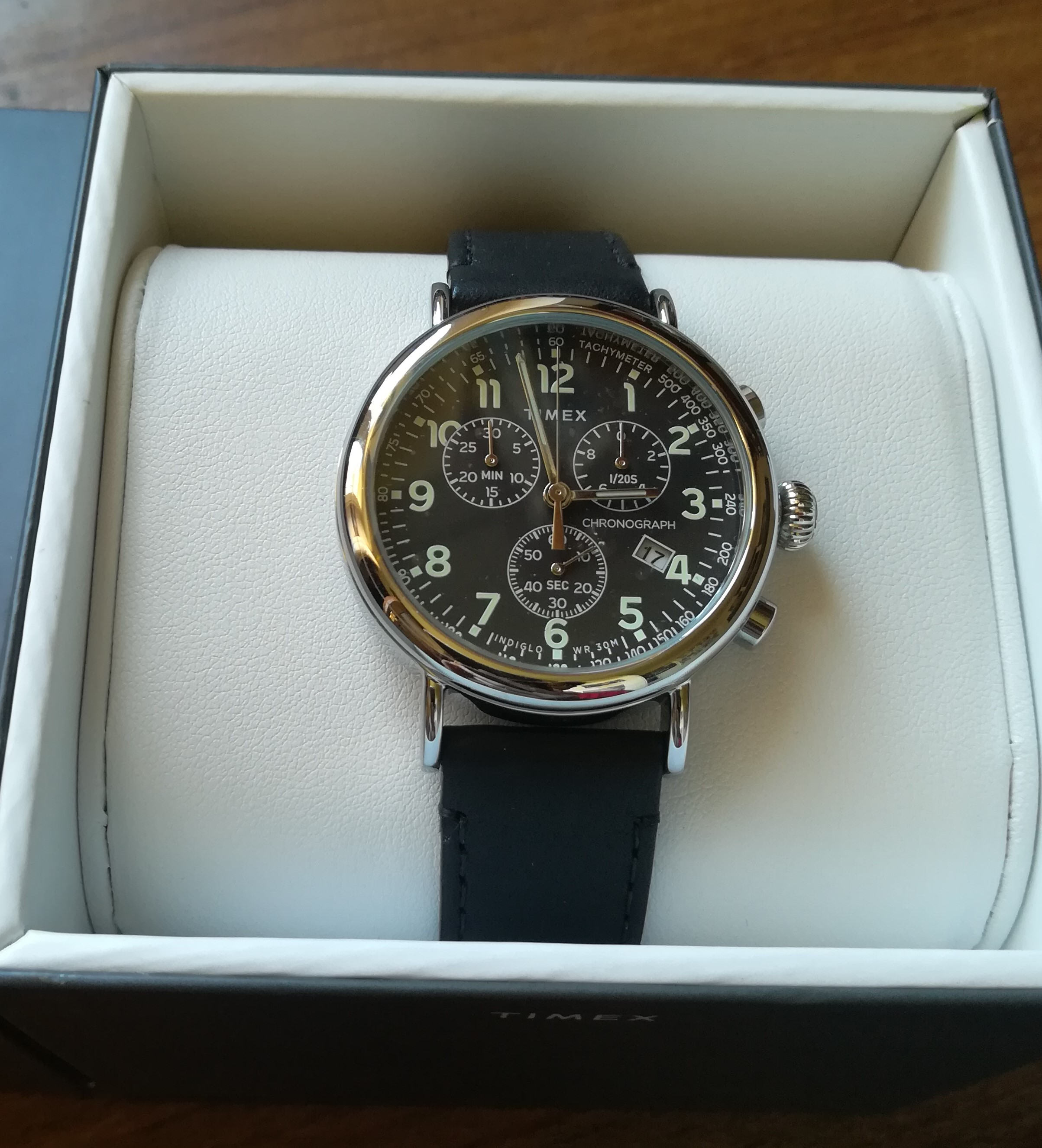
Timex Standard Chronograph

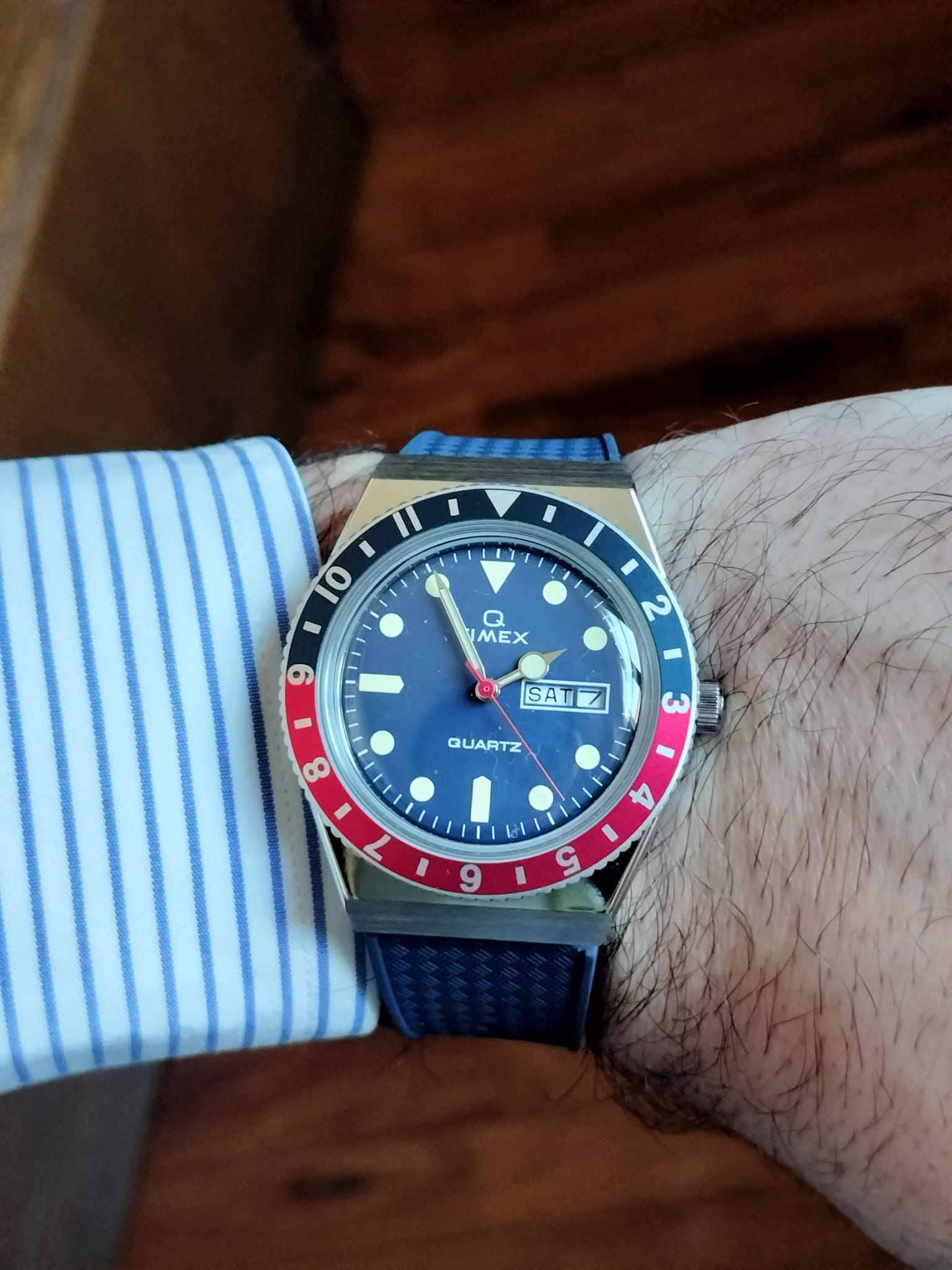
Timex Q Reissue ref. TW2V32100

Attualmente Timex ha diverse collezioni a catalogo, tra cui la sportiva Expedition; la classica Waterbury (chiamata così in onore della città dove il marchio è stato fondato); Marlin, che si rifà ai design degli anni Cinquanta e Sessanta; Standard; Q, in cui si ripropongono orologi che hanno fatto la storia della casa; nonché numerose collaborazioni con Peanuts, Stranger Things, Space Invaders e molte altre.